# Malcolm Brogdon
Malcolm Moses Brogdon (Norcross, 1992. december 11. –) amerikai válogatott kosárlabdázó, a Washington Wizards játékosa a National Basketball Associationben (NBA).
Egyetemen a Virginia Cavaliers játékosa volt, Tony Bennett alatt. A 2015–2016-os szezonban végzősként beválasztották az All-American első csapatba. Ezek mellett az ACC főcsoport legjobbjának nevezték, amivel a csoport történetének első játékosa lett, aki ugyanabban a szezonban megkapta mindkét elismerést. Mezszámát is visszavonultatta az egyetem.
A 2016-os NBA-draft második körében választotta ki a Milwaukee Bucks, a 36. helyen. Megnyerte az Év újonca díjat, amivel az első második körben választott játékos lett, akinek ez sikerült 1965 óta. 2019 nyarán a Bucks az Indiana Pacers csapatába küldte négy első köri választásért cserébe, mielőtt három évvel később a Boston Celtics szerezte meg játékjogát öt játékosért és egy választásért cserében. A massachusettsi csapat játékosaként lenyerte az Év hatodik embere díjat 2023-ban.

## Statisztika

### Egyetem
| Év        | Csapat             | JM  | KM  | JP/M | MG%  | 3P%  | BD%  | LP/M | GP/M | L/M | B/M | P/M  |
| --------- | ------------------ | --- | --- | ---- | ---- | ---- | ---- | ---- | ---- | --- | --- | ---- |
| 2011–2012 | Virginia Cavaliers | 28  | 1   | 22,4 | .396 | .324 | .800 | 2,8  | 1,4  | 0,5 | 0,1 | 6,7  |
| 2013–2014 | Virginia Cavaliers | 37  | 37  | 31,4 | .413 | .370 | .875 | 5,4  | 2,7  | 1,2 | 0,1 | 12,7 |
| 2014–2015 | Virginia Cavaliers | 34  | 34  | 32,5 | .412 | .344 | .879 | 3,9  | 2,4  | 0,7 | 0,4 | 14,0 |
| 2015–2016 | Virginia Cavaliers | 37  | 37  | 33,9 | .474 | .411 | .878 | 4,2  | 2,8  | 0,9 | 0,2 | 18,2 |
| Karrier   | Karrier            | 136 | 109 | 30,6 | .430 | .365 | .876 | 4,1  | 2,5  | 0,9 | 0,2 | 13,3 |

### NBA

#### Alapszakasz
| Év        | Csapat                 | JM  | KM  | JP/M | MG%  | 3P%  | BD%   | LP/M | GP/M | L/M | B/M | P/M  |
| --------- | ---------------------- | --- | --- | ---- | ---- | ---- | ----- | ---- | ---- | --- | --- | ---- |
| 2016–2017 | Milwaukee Bucks        | 75  | 28  | 26,4 | .457 | .404 | .865  | 2,8  | 4,2  | 1,1 | 0,2 | 10,2 |
| 2017–2018 | Milwaukee Bucks        | 48  | 20  | 29,9 | .485 | .385 | .882  | 3,3  | 3,2  | 0,9 | 0,3 | 13,0 |
| 2018–2019 | Milwaukee Bucks        | 64  | 64  | 28,6 | .505 | .426 | .928* | 4,5  | 3,2  | 0,7 | 0,2 | 15,6 |
| 2019–2020 | Indiana Pacers         | 54  | 54  | 30,9 | .438 | .326 | .892  | 4,9  | 7,1  | 0,6 | 0,2 | 16,5 |
| 2020–2021 | Indiana Pacers         | 56  | 56  | 34,5 | .453 | .388 | .864  | 5,3  | 5,9  | 0,9 | 0,3 | 21,2 |
| 2021–2022 | Indiana Pacers         | 36  | 36  | 33,5 | .448 | .312 | .856  | 5,1  | 5,9  | 0,8 | 0,4 | 19,1 |
| 2022–2023 | Boston Celtics         | 67  | 0   | 26,0 | .484 | .444 | .870  | 4,2  | 3,7  | 0,7 | 0,3 | 14,9 |
| 2023–2024 | Portland Trail Blazers | 39  | 25  | 28,7 | .440 | .412 | .819  | 3,8  | 5,5  | 0,7 | 0,2 | 15,7 |
| Karrier   | Karrier                | 439 | 283 | 29,4 | .464 | .391 | .873  | 4,2  | 4,7  | 0,8 | 0,2 | 15,4 |

#### Play-in
| Év      | Csapat         | JM | KM | JP/M | MG% | 3P%  | BD%   | LP/M | GP/M | L/M | B/M | P/M  |
| ------- | -------------- | -- | -- | ---- | --- | ---- | ----- | ---- | ---- | --- | --- | ---- |
| 2021    | Indiana Pacers | 2  | 2  | 25,1 | 55  | .500 | 1.000 | 1,0  | 6,0  | 0,5 | 0,0 | 20,0 |
| Karrier | Karrier        | 2  | 2  | 25,1 | 55  | .500 | 1.000 | 1,0  | 6,0  | 0,5 | 0,0 | 20,0 |

#### Rájátszás
| Év      | Csapat          | JM | KM | JP/M | MG%  | 3P%  | BD%  | LP/M | GP/M | L/M | B/M | P/M  |
| ------- | --------------- | -- | -- | ---- | ---- | ---- | ---- | ---- | ---- | --- | --- | ---- |
| 2017    | Milwaukee Bucks | 6  | 6  | 30,5 | .400 | .476 | —    | 4,3  | 3,5  | 0,5 | 0,3 | 9,0  |
| 2018    | Milwaukee Bucks | 7  | 5  | 26,6 | .436 | .263 | .800 | 3,4  | 2,4  | 0,1 | 0,0 | 8,7  |
| 2019    | Milwaukee Bucks | 7  | 2  | 28,3 | .449 | .378 | .636 | 4,9  | 3,4  | 0,7 | 0,1 | 13,0 |
| 2020    | Indiana Pacers  | 4  | 4  | 40,0 | .400 | .375 | .893 | 4,3  | 10,0 | 1,0 | 0,0 | 21,5 |
| 2023    | Boston Celtics  | 19 | 0  | 24,9 | .418 | .379 | .829 | 3,5  | 2,9  | 0,2 | 0,3 | 11,9 |
| Karrier | Karrier         | 43 | 17 | 27,9 | .421 | .378 | .821 | 3,9  | 3,7  | 0,4 | 0,2 | 12,0 |